# Orthocladius difficilis
Orthocladius difficilis är en tvåvingeart som först beskrevs av William Lundbeck 1898.  Orthocladius difficilis ingår i släktet Orthocladius och familjen fjädermyggor. Inga underarter finns listade i Catalogue of Life.